# فيليب غاليرا
فيليب غاليرا (بالفرنسية: Philippe Galera)‏ هو لاعب كرة قدم فرنسي في مركز الوسط، ولد في 18 أكتوبر 1967 في بيجل في فرنسا. لعب مع نادي ليبورن ونادي نيور.